# Verbal Deception
Verbal Deception je heavy metal grupa formirana 2002. godine u Calgaryu, Kanadi. Prvobitni članovi su Krešo Klarić, Walt Fleming i Taylor Pierce. Ističu se po upečatljivom zvuku inspiriranom piratskom glazbom kojeg kombiniraju s death i power metalom. 
Naziv Verbal Deception potječe od fraze iz pjesme Mentally Blind legendarne metal grupe Death, Chucka Shuldinera.
U jeseni 2003. godine Johnny Iocca zamjenjuje dotadašnjeg člana Taylora Piercea, a grupa izdaje EP sa šest pjesama u travnju 2004. godine. On biva dobro prihvaćen od strane Metal Observer webzinea, koji u recenziji ističe njihov unikatan zvuk u doba jednoličnih metal sastava.
Jordon Bourgeault zamjenjuje Johnnyja Ioccu u rujnu 2004. a grupa ostaje tročlana do regrutacije Terryja Baldwina iz grupe Caveat. Nakon dukotrajne turneje vraćaju se snimanju studijskog albuma 2005. i 2006. kako bi završili album. Terry Baldwin napušta grupu, a zamjenjuje ga basist Matt Petti u travnju 2006. godine. 
Svoj prvi studijski album Aurum Aetus Piraticus izdaju u lipnju 2006., u suradnji s producentskom kućom Scarab Productions. Album biva proglašen najboljim nezavisnim albumom 2006. godine od strane Metal Net Radia — #1 Independent Album of 2006.

## Članovi

### Trenutni članovi
- Krešo Klarić - gitara / vokal
- Walt Fleming - klavijature
- Matt Petti - bas-gitara
- Jordon Bourgeault - bubnjevi

### Bivši članovi
- Terry Baldwin - bas
- John Ross Iocca - bubnjevi
- Taylor Pierce - bubnjevi

## Diskografija
- Verbal Deception (EP, 2004)
- Aurum Aetus Piraticus (CD, Scarab, 2006)

## Vanjske poveznice
- Službena web stranica
- Verbal Deception Myspace stranica